# Peter Pass
Peter Walton Pass (Londra, 8 marzo 1933 – 3 giugno 2012) è stato un pallanuotista britannico.
Ha disputato le Olimpiadi di Melbourne 1956.